# Stazione di Silver Street
La stazione di Silver Street è una stazione situata nel borgo londinese di Enfield. È servita ogni ora da quattro treni suburbani transitanti sulle due direzioni delle ferrovie della Valle del Lea.